# Taraji P. Henson
Taraji Penda Henson, född 11 september 1970 i Washington, D.C., är en amerikansk skådespelare och sångerska.
Vid Oscarsgalan 2009 nominerades hon i kategorin Bästa kvinnliga biroll för sin roll som Queenie i Benjamin Buttons otroliga liv. Mellan 2011 och 2013 medverkade Henson i TV-serien Person of Interest.

## Roller i urval
- 2000 – Rocky och Bullwinkle på äventyr
- 2001 – Baby Boy
- 2003–2004 – The Division (TV-serie) (14 avsnitt)
- 2005 – Hustle & Flow
- 2005 – Four Brothers
- 2005 – Animal
- 2006 – Something New
- 2007 – Smokin' Aces
- 2007–2008 – Boston Legal (TV-serie) (17 avsnitt)
- 2008 – Benjamin Buttons otroliga liv
- 2010 – The Karate Kid
- 2010 – Peep World
- 2010 – En galen natt
- 2011–2013 – Person of Interest (TV-serie)
- 2011 – Det är aldrig för sent Larry Crowne
- 2012 – Think Like a Man
- 2014 – Think Like a Man Too
- 2014 – No Good Deed
- 2015–2016 – Empire (TV-serie)
- 2016 – Dolda tillgångar
- 2018 – Röjar-Ralf kraschar internet (röst)
- 2018 – Proud Mary
- 2019 – What Men Want
- 2020 – Coffee & Kareem
- 2025 – Straw